# 디왕카라긴꼬리자이언트쥐
디왕카라긴꼬리자이언트쥐(Leopoldamys diwangkarai)는 쥐과에 속하는 설치류의 일종이다. 보르네오섬과 자와섬에서 널리 분포한다. 중간 크기의 설치류로 머리부터 몸까지 길이는 197~225mm, 꼬리 길이는 297~317mm, 발 길이는 43~49mm이다. 귀 길이는 20~27mm이고, 몸무게는 최대 190g이다.